# Girlfriend (cântec de Alicia Keys)
Girlfriend este cel de-al patrulea și ultimul single extras de pe albumul de debut al cântăreței Alicia Keys. Deși a beneficiat de promovare adiacentă, piesa nu s-au bucurat de succesul scontat.
Textul acestei piese reflectă frământările Aliciei cu privire la relația pe care ar putea să o aibă iubitul său cu una dintre cele mai bune prietene ale sale. Partea instrumentală conține elemente ale single-ului "Brooklyn Zoo", cântat de către Ol' Dirty Bastard în anul 1995. Deoarece melodia a fost încredințată spre difuzare înaintea lui "Fallin' " în S.U.A. această melodie a devenit indirect primul single, dar în Europa și Asia a fost ultimul. Spre deosebire de piesa anterioară aceasta a reușit să intre în top 40 în țara sa natală, dar pe plan internațional a fost lipsită de succes.

## Videoclip
În prima parte a videoclipului
filmat în iunie 2002. Alicia este surprinsă în dormitor alături de iubitul său, care vorbește la telefon cu o prietenă. Devenind frustrată ea părăsește apartamentul pentru a se plimba prin oraș. Ea merge într-un magazin pentru îmbrăcăminte unde probează niște haine. După cel de-al doilea vers, videoclipul se întrerupe și Keys interpretează o piesă muzicală la pian. După terminarea acestei părți videoclipul revine la normal, iar cântăreața părăsește magazinul pentru a interpreta o coregrafie alături de trei dansatoare în stradă. Ea ajunge la o petrecere unde se reîntâlnește cu iubitul său.